# Contea di Tryon
La contea di Tryon (in inglese Tryon County) era una contea della Provincia di New York, sotto controllo britannico, esistita tra il 1772 e il 1784. Prende il nome dal governatore della provincia William Tryon.

## Storia
La contea fu creata il 12 marzo 1772 a partire dalla contea di Albany, in parte dietro suggerimento di William Johnson. Era limitata ad ovest dalla linea della Proclamazione del 1763, mentre ad est il suo confine era approssimativamente cinque miglia ad ovest dell'attuale città di Schenectady: la contea includeva la parte occidentale dei Monti Adirondack e l'area ad ovest del ramo occidentale del fiume Delaware; attualmente quest'area include 37 contee dello stato di New York.
Tuttavia la presenza della Confederazione Irochese in una grande area che comprende il Lago Oneida implicava che il territorio non era disponibile ai coloni, particolarmente a causa di Johnson, che proteggeva gli interessi dei nativi; questi interessi erano stati anche parte delle motivazioni che avevano spinto Johnson a chiedere la creazione della contea. Il capoluogo era Johnstown; la contea era divisa nei cinque distretti di Mohawk, Palatine, Canajohorie, German Flatts e Kingsland. I suoi rappresentanti nell'assemblea della provincia erano John Johnson e Hendrick Frey.

### Durante la Rivoluzione americana
Prima della guerra, la popolazione era di circa 10.000 persone. Nell'agosto del 1774, poco prima dello scoppio della rivoluzione americana, alcuni abitanti della contea formarono la Tryon County Committee of Safety per perseguitare i loro vicini lealisti, portando molti di questi ad emigrare in Canada; Guy Johnson abbandonò la contea nel maggio 1775, mentre John Johnson emigrò nel maggio 1776. Alla fine di quell'anno, la maggior parte dei lealisti aveva abbandonato la contea.
Nel dicembre 1780, i risultati di un censimento mostrarono che erano presenti 1200 fattori non coltivate, e 354 famiglie avevano abbandonato la contea. In alcuni luoghi come Cherry Valley, Springfield e Harpersfield non c'era nessuno che potesse condurre un censimento. Schenectady venne quasi abbandonata. Dopo la guerra, la contea cominciò a ripopolarsi, più che compensando la perdita di vite dovuta alla guerra. Nel 1784 fu rinominata contea di Montgomery, dal generale Richard Montgomery.